# Chaos Computer Club
Câu lạc bộ Máy tính Chaos (CCC) là hiệp hội tin tặc lớn nhất châu Âu với 5.500 thành viên đăng ký. Tổ chức này được thành lập với tư cách là một hiệp hội có đăng ký ở Đức, với các chương địa phương (gọi là Erfa-Kreise) ở các thành phố khác nhau ở Đức và các nước nói tiếng Đức khác. Một số chương ở Thụy Sĩ được tổ chức tại Hiệp hội Chịu trách nhiệm Xã hội Chaos Computer Schweiz. CCC mô tả chính nó như là "một cộng đồng thiên hà của các dạng sống, không phụ thuộc vào lứa tuổi, giới tính, chủng tộc hay xu hướng xã hội, đang cố gắng xuyên biên giới để tự do thông tin...." Nói chung, CCC ủng hộ sự minh bạch trong chính phủ, Thông tin, và quyền con người để truyền thông. Ủng hộ nguyên tắc đạo đức của hacker, câu lạc bộ cũng đấu tranh để được tiếp cận phổ cập tới máy tính và cơ sở hạ tầng công nghệ miễn phí. Nó được mô tả là "một trong những tổ chức số có ảnh hưởng nhất ở bất cứ đâu, trung tâm của văn hoá kỹ thuật số Đức, văn hoá của hacker, chủ nghĩa tư bản, và sự giao thoa của bất kỳ cuộc thảo luận về quyền dân chủ và kỹ thuật số". Các thành viên của CCC đã chứng minh và công bố một số vấn đề an ninh thông tin quan trọng. CCC thường chỉ trích các đạo luật và sản phẩm mới có tính bảo mật thông tin yếu, gây nguy hiểm cho quyền công dân hoặc sự riêng tư của người sử dụng. Các thành viên đáng chú ý của CCC thường xuyên có vai trò là nhân chứng chuyên môn cho tòa án hiến pháp Đức, tổ chức các vụ kiện và chiến dịch, hoặc có ảnh hưởng đến quá trình chính trị.

## Th khảo
1. ↑  "Chaos Computer Club". Chaos Computer Club. Truy cập ngày 23 tháng 8 năm 2016.